# Tivia simulatrix
Tivia simulatrix är en kackerlacksart som beskrevs av Walker, F. 1869. Tivia simulatrix ingår i släktet Tivia och familjen Polyphagidae. Inga underarter finns listade i Catalogue of Life.